# Titre de séjour en France
En France, un titre de séjour est un document délivré par les préfectures qui autorise un étranger à résider sur le territoire français sans le couvert d'un visa.

## Cadre général

### Typologie
Jusqu'en 2006, une distinction est faite entre le titre de résident d'une durée de validité de 10 ans, et la carte de séjour temporaire d'une durée de validité d'un an. Depuis, on distingue cinq catégories de titres :
- le visa de long séjour valant titre de séjour (VLS-TS), valable pour une durée de 3 à 12 mois[1]. Les formalités sont effectuées auprès de l'Office français de l'immigration et de l'intégration (OFII) ;
- la carte de séjour temporaire, valables en général pour une durée d’un an, leur délivrance est conditionnée à la détention préalable d’un VLS-TS[2] ;
- la carte de séjour pluriannuelle, délivrées qu’après une première année de séjour en France aux détenteurs d’un VLS-TS ou d’une carte de séjour temporaire et sous certaines conditions[2] ;
- la carte de résident, une durée de validité de 10 ans[3] ;
- la carte de retraité, réservée aux personnes ayant vécu en France avec une carte de résident, dont la résidence habituelle est à l’étranger mais qui touchent néanmoins une pension de retraite d’un régime de base français ou de sécurité sociale[4].

Les conditions d'attribution des différents titres de séjour sont détaillées dans les articles L-311-1 et suivants du Code de l'entrée et du séjour des étrangers et du droit d'asile (CESEDA).
Un ou plusieurs récépissés d'une validité de trois mois peuvent être remis à l'étranger qui sollicite une carte, réduisant d'autant la durée effective de la carte. Ainsi, un étranger qui reçoit temporairement deux récépissés de trois mois chacun recevra une carte de séjour antidatée (au jour de sa demande de carte), ne lui laissant que six mois restants avant de renouveler sa demande.

## Procédures

### Conditions et documents requis pour l'obtention d'un titre de séjour
Les conditions et documents requis pour l'obtention d'un titre de séjour varient en fonction de la situation individuelle. Les documents requis peuvent inclure :
- Passeport en cours de validité.
- Justificatifs de domicile en France.
- Preuves de ressources (bulletins de salaire, avis d'imposition, etc.).
- Contrat de travail ou promesse d'embauche pour les motifs économiques.
- Certificat de scolarité pour les motifs liés aux études.

#### Contrat d'intégration républicaine
Le contrat d'intégration républicaine (CIR) est créé avec la loi du 7 mars 2016, portée par Bernard Cazeneuve, relative au droit des étrangers en France, en remplacement du contrat d'accueil et d'intégration. Ce contrat est destiné aux étrangers non européens souhaitant s'installer durablement en France. En signant le CIR, ils s'engagent à suivre des formations civiques et linguistiques pour favoriser leur intégration dans la société française. Les objectifs du parcours d'intégration républicaine sont la compréhension des valeurs et principes de la République, l'apprentissage de la langue française, l'intégration sociale et professionnelle et 
l'accès à l'autonomie. Plusieurs dispositifs comlémentaires existent, qui permettent à un étranger de poursuivre son parcours après le CIR.

#### Contrat d’engagement à respecter les principes de la République
Depuis le 17 juillet 2024, l'obtention d'un document de séjour est conditionnée à la signature d'un egagement à respecter les principes de la République. Parmi ceux-ci :
- la liberté personnelle ;
- la liberté d'expression et de conscience ;
- l'égalité entre les femmes et les hommes ;
- le respect de la dignité de tous les êtres humains, sans discrimination d'aucune sorte ;
- le principe de laïcité ;
- la devise et les symboles de la République.

### Renouvellement
Pour renouveler un titre de séjour, l'étranger doit généralement fournir des preuves d'une résidence continue en France, d'une intégration sociale et économique, ainsi que du respect des lois françaises.

### Taxes liées à la délivrance des titres de séjour
Une taxe au profit de l'Office français de l'immigration et de l'intégration (OFII), au titre du renouvellement de l'autorisation de travail doit être versée lors du renouvellement de certains titres de séjour (cartes de séjour temporaire mentions « salarié » et « vie privée et familiale » ou carte de résident). Les réfugiés, les apatrides et les bénéficiaires de la protection subsidiaire, les titulaires d'une autorisation provisoire de travail ou d'une carte de séjour « travailleur temporaire », les titulaires de la carte de séjour « scientifique » et « profession artistique et culturelle », les ressortissants d'États tiers, membres de famille d'un citoyen d'un État membre de l'Union européenne avant le 1er mai 2004 ou d'un citoyen maltais ou chypriote et les ressortissants turcs sont exemptés de la taxe (les ressortissants turcs paient également de la taxe depuis décembre 2008). Le montant de ces taxes a été précisé dans divers décrets, aujourd’hui caducs, en 2009, en 2010, 
2011, 2012 et 2016.
Le régime et les tarifs des taxes liée à la délivrance des titres de séjour et des documents de circulation est modifié en 2020. Un tarif uniforme de 200 € pour les cartes de séjour et un tarif minoré unique de 50 € au profit de certaines catégories d’étrangers sont mes en place. Le droit de visa de régularisation pour un premier titre de séjour aux étrangers en situation irrégulière est de 200 €.

### Empreinte digitale
Depuis la fin du mois de juillet 2011, un nouveau modèle de titre de séjour pour étranger (TSE), au format comparable à celui d’une carte de crédit, doit être déployé dans toutes les préfectures. Depuis mai 2012, le titre de séjour étranger intègre le visuel de deux empreintes digitales, ce qui lui confère une dimension biométrique. Ref : « Art. R. 311-2-1. - La délivrance ou le renouvellement du titre de séjour à un étranger est subordonné(e) à la collecte, lors de la présentation de sa demande, des informations le concernant qui doivent être mentionnées sur le titre de séjour selon le modèle prévu à l'article R. 311-13-1, ainsi qu'au relevé d'images numérisées de sa photographie et, sauf impossibilité physique, des empreintes digitales de ses dix doigts aux fins d'enregistrement dans le traitement automatisé mentionné à l'article R. 611-1. ».

## Évolution du nombre de titres délivrés

### Premiers titres de séjour par motif (hors Britanniques)
326 954 premiers titres de séjour ont été délivrés en 2023, en hausse pour la deuxième année consécutive.

Évolution des premiers titres de séjour par motif d'admission en France depuis 2011 (hors Britanniques).

|                           | 2016    | 2017    | 2018    | 2019    | 2020    | 2021    | 2022    | 2023    |
| ------------------------- | ------- | ------- | ------- | ------- | ------- | ------- | ------- | ------- |
| Économique                | 22 690  | 27 217  | 33 336  | 39 043  | 26 705  | 36 685  | 52 045  | 54 572  |
| Familial                  | 94 341  | 94 243  | 97 663  | 98 206  | 80 660  | 93 172  | 95 939  | 91 078  |
| Étudiants                 | 73 864  | 80 566  | 83 974  | 90 671  | 73 394  | 88 617  | 102 134 | 108 375 |
| Humanitaire               | 30 369  | 37 102  | 35 710  | 38 861  | 33 801  | 41 966  | 41 455  | 46 425  |
| Divers                    | 15 946  | 15 500  | 16 738  | 20 722  | 14 828  | 22 332  | 27 353  | 26 504  |
| Total (hors Britanniques) | 237 210 | 254 628 | 267 421 | 287 503 | 229 388 | 282 772 | 318 926 | 326 954 |

### Stocks de titres et documents de séjour valides
Le stock de titres valides et documents provisoires de séjour détenus par des ressortissants des pays tiers (hors Britanniques) se situe à plus de 4 millions au 31 décembre 2023, en hausse de 4,4 % par rapport à la fin de l'année 2022,.
|                       | 2016      | 2017      | 2018      | 2019      | 2020      | 2021      | 2022      | 2023      |
| --------------------- | --------- | --------- | --------- | --------- | --------- | --------- | --------- | --------- |
| France métropolitaine | 2 826 022 | 2 965 310 | 3 122 834 | 3 292 367 | 3 352 433 | 3 451 804 | 3 704 613 | 3 876 967 |
| DOM                   | 108 566   | 111 190   | 102 062   | 112 988   | 103 782   | 111 509   | 122 746   | 120 572   |
| COM                   | 6 182     | 5 650     | 5 805     | 5 886     | 6 094     | 5 985     | 6 084     | 6 179     |
| Total                 | 2 940 770 | 3 082 150 | 3 230 701 | 3 411 241 | 3 462 309 | 3 569 298 | 3 833 443 | 4 003 718 |

### Répartition par nationalité
| 2007          | 2007    | 2008        | 2008    | 2009        | 2009    | 2010        | 2010    | 2011        | 2011    |
| Pays          | Nombre  | Pays        | Nombre  | Pays        | Nombre  | Pays        | Nombre  | Pays        | Nombre  |
| ------------- | ------- | ----------- | ------- | ----------- | ------- | ----------- | ------- | ----------- | ------- |
| Algérie       | 26 180  | Maroc       | 27 838  | Algérie     | 25 452  | Algérie     | 24 420  | Algérie     | 23 538  |
| Maroc         | 24 034  | Algérie     | 26 312  | Maroc       | 25 137  | Maroc       | 24 156  | Maroc       | 23 531  |
| Chine         | 12 062  | Chine       | 14 048  | Chine       | 14 543  | Chine       | 14 136  | Chine       | 14 371  |
| Tunisie       | 9 815   | Tunisie     | 10 267  | Tunisie     | 12 288  | Tunisie     | 12 590  | Tunisie     | 11 820  |
| Turquie       | 8 036   | Turquie     | 8 158   | Turquie     | 7 523   | États-Unis  | 6 657   | États-Unis  | 9 987   |
| États-Unis    | 5 714   | États-Unis  | 6 084   | États-Unis  | 6 557   | Turquie     | 6 510   | Turquie     | 6 413   |
| Cameroun      | 4 429   | Roumanie    | 5 769   | Mali        | 6 124   | Roumanie    | 5 765   | Roumanie    | 6 050   |
| Sénégal       | 4 038   | Mali        | 5 181   | Sénégal     | 5 234   | Mali        | 5 500   | Mali        | 5 149   |
| Roumanie      | 4 013   | Cameroun    | 4 449   | Roumanie    | 4 953   | Sénégal     | 5 044   | Sénégal     | 5 091   |
| Côte d'Ivoire | 3 850   | Sénégal     | 4 192   | Cameroun    | 4 706   | Russie      | 4 607   | Russie      | 4 748   |
| Autres pays   |         | Autres pays |         | Autres pays |         | Autres pays |         | Autres pays |         |
| Total         | 181 476 | Total       | 197 987 | Total       | 202 384 | Total       | 200 807 | Total       | 202 790 |

## Réssortissants spécifiques

### Ressortissants algériens
En 1962, les accords d’Évian, mettant fin à la guerre d'Algérie et entraînant la disparition des départements français d’Algérie, prévoient que « les ressortissants algériens résidant en France et, notamment, les travailleurs, auront les mêmes droits que les nationaux français, à l’exception des droits politiques ». Le statut des ressortissants algériens est aujourd’hui régi par un accord international franco-algérien signé le 27 décembre 1968 puis révisé en 1985, 1994 et 2001, mais les principes qui le fondent ont toujours été maintenus,,. Ce régime, au départ très privilégié par rapport à celui auquel sont soumises d’autres nationalités, s’est progressivement rapproché du régime général ; sur certains points, il a même pu être plus restrictif : en 1998, par exemple, la loi Chevènement qui a assoupli certains points de l’ordonnance de 1945 n’a pu s’appliquer aux Algériens qu’après la signature d’un avenant à l’accord franco-algérien de 1968, en raison de la supériorité des accords internationaux sur la loi française. D'ailleurs pour la première fois en décembre 2023, L'Assemblée nationale examine un texte de loi demandant aux autorités françaises de dénoncer l'accord de 1968.
Les ressortissants algériens peuvent obtenir un titre de séjour spécifique : le « certificat de résidence ». Il peut s'agir d'un certificat d’un an renouvelable, délivré à des étudiants, des stagiaires ou des travailleurs en contrat à durée déterminée, ou bien d'un certificat de dix ans pour les autres travailleurs. Ceux-ci doivent justifier d’une résidence régulière en France depuis au moins trois ans, d’un emploi stable et de ressources suffisantes. Ce certificat peut aussi concerner d’autres catégories de personnes, par exemple dans le cadre du regroupement familial.

### Ressortissants britanniques
Le Retrait du Royaume-Uni de l'Union européenne, souvent désigné sous le nom de « Brexit » , a lieu le 31 janvier 2020. Il fait suite au référendum britannique du 23 juin 2016, par lequel 51,89 % des électeurs se sont prononcés pour un retrait de leur pays de l'Union européenne et de la Communauté européenne de l'énergie atomique. Une des conséquences est, pour les ressortissants britanniques résidant sur le territoire français, l’obligation de détenir un titre de séjour à compter du 1er janvier 2022.
| 2016  | 2017  | 2018   | 2019   | 2020  | 2021   | 2022   | 2023  |
| ----- | ----- | ------ | ------ | ----- | ------ | ------ | ----- |
| 1 356 | 2 538 | 11 196 | 22 461 | 7 711 | 99 954 | 11 166 | 9 261 |